# نیتن پارسونز
نیتن پارسونز (به انگلیسی: Nathan Parsons) یک هنرپیشهٔ آمریکایی زادهٔ استرالیا است. او بیشتر برای ایفای نقش جیمز کنت در سریال درام خون حقیقی (شبکهٔ اچ‌بی‌او) و جکسون کنر در سریال اصیل‌ها (شبکهٔ سی‌دابلیو) شناخته شده‌است.

## فیلمشناسی

### فیلم
| سال  | عنوان              | نقش               | یادداشت        |
| ---- | ------------------ | ----------------- | -------------- |
| ۲۰۰۷ | دندان‌ها            | سودا اسپریتزر     | فیلم ترسناک    |
| ۲۰۰۹ | برادری V           | هولدن             | فیلم           |
| ۲۰۱۱ | هم‌اتاقی            | صندوقدار کافی شاپ | فیلم           |
| ۲۰۱۳ | کابوس پرستار بچه   | جک                | فیلم تلویزیونی |
| ۲۰۲۰ | من هنوز ایمان دارم | جان لوک           | فیلم تلویزیونی |

### سریال
| سال       | عنوان            | نقش                  | یادداشت                          |
| --------- | ---------------- | -------------------- | -------------------------------- |
| ۲۰۱۳–۲۰۰۹ | بیمارستان عمومی  | ایتن لاوت            | نقش معین: ۲۰۰۹–۲۰۱۲ مهمان: ۲۰۱۳  |
| ۲۰۱۱      | دولت گرجستان     | داگ                  | اپیزود: "Know When to Fold 'em"  |
| ۲۰۱۲–۲۰۱۳ | بونهدز           | گودو                 | ۷ اپیزود                         |
| ۲۰۱۴      | کار کامل         | فانتزی شکسپیر        | اپیزود: "The Green-Eyed Monster" |
| ۲۰۱۴–۲۰۱۶ | اصیل‌ها           | جکسون کنر            | ۲۰ اپیزود                        |
| ۲۰۱۴      | خون حقیقی        | جیمز کنت             | فصل ۷                            |
| ۲۰۱۷–۲۰۱۸ | روزی روزگاری     | هانسل/جک/نیک برانسون | ۸ قسمت                           |
| ۲۰۱۹      | روزول، نیومکزیکو | مکس ایوانز           | نقش اصلی                         |

## صداپیشگی
| سال       | عنوان             | نقش                            | یادداشت                   |
| --------- | ----------------- | ------------------------------ | ------------------------- |
| ۱۹۹۰–۱۹۹۱ | نادیا: راز آب آبی | جین (ورژن انگلیسی، صدا)        | انیمیشن سریال (۳۹ اپیزود) |
| ۱۹۹۸      | زن شیطانی         | بچه (ورژن انگلیسی، صدا)        | انیمیشن                   |
| ۲۰۰۲      | Ô dorobô Jing     | آنگوستیورا (ورژن انگلیسی، صدا) | انیمیشن                   |

## جوایز
- نامزد جایزهٔ روزانهٔ امی برای بازیگر مرد تأثیرگذار سریال درام (بیمارستان عمومی) ۲۰۱۲[۴]